# فلیکس پایوا
فلیکس پایوا (انگلیسی: Félix Paiva؛ زاده ۲۱ فوریهٔ ۱۸۷۷ – درگذشته ۲ نوامبر ۱۹۶۵) حقوقدان، روزنامه‌نگار، سیاستمدار، و وکیل اهل پاراگوئه بود. وی دو بار از ۲۹ اکتبر ۱۹۲۱ تا ۷ نوامبر ۱۹۲۱ و سپس از ۱۵ اوت ۱۹۳۷ تا ۱۵ اوت ۱۹۳۹ رئیس‌جمهور این کشور بود.
فلیکس پایوا در ۲ نوامبر ۱۹۶۵، در سن ۸۸ سالگی درگذشت.